# Le Preneur de rats
Le Preneur de rats (en russe : Крысолов) est un poème de la poétesse Marina Tsvetaïeva inspiré de la légende médiévale Le Joueur de flûte de Hamelin. Il a été publié pour la première fois dans la revue La Volonté de la Russie. Parmi les versions les plus célèbres, il faut citer celle des frères Grimm.
Comme origine du conte de Tsvetaïeva, celle de la poésie de Heinrich Heine est la plus vraisemblable parce que la préférée de Tsvetaïeva.

## Sujet
Dans la riche ville de Hamelin vivent paisiblement et calmement des commerçants prospères, aux yeux desquels n'existent que les valeurs matérielles. Subitement commence dans la ville une terrible invasion de rats. Personne ne sait comment faire disparaître ces rats, comment s'en débarrasser. Bientôt, le bourgmestre désespéré, proclame que celui qui chassera ces animaux nuisibles, quel qu'il soit, pourra épouser sa fille Greta.
Un inconnu arrive à Hamelin avec une flûte qui produit une musique qui enchante les rats, les entraîne hors de la ville et ceux-ci se noient dans la rivière. Mais lorsque le preneur de rats demande la main de Greta, le bourgmestre furieux refuse immédiatement, et lui donne seulement un étui à flute en papier mâché. Le preneur de rat n'accepte pas un tel cadeau et déclare attendre la permission de se marier avec Greta. 
Le lendemain, le joueur de flûte réapparaît dans la ville, mais cette fois avec sa flûte il ensorcèle les âmes de tous les enfants de Hamelin, et aussi celle de Greta et les emmène tous dans l'eau comme il avait fait avec les rats.

## Signification de l'intrigue
Pour Tsvetaïeva, les rats sont les symboles des petits soucis terrestres, le bourgmestre de la vie elle-même, Greta des soucis de l'âme, le preneur de rat de la poésie. « La vie ne tient pas parole face à la Poésie, et la poésie se venge... »
En Occident, ce poème a été interprété comme une satire de l'idéal communiste.
L'intrigue est compliquée par le fait que les rats surgissent dans la ville bien ordonnée comme un élément perturbateur, une sorte d'allégorie de la révolution. Mais très vite, ils mangent trop et s'embourgeoisent. L'arrivée du flûtiste incarne l'illusion, le rêve, la séduction. Mais cette séduction est létale. Le poème contient des positions politiques qui, sous le régime soviétique, rend le poème inacceptable en l'état. Boris Pasternak a donné une longue analyse de ce conte dans une lettre à Tsvetaïeva du 14 juin 1926.    